# Kerim Reis
Kerim Reis (Kovačevci, Glamoč, 25. svibnja 1924. – Sarajevo, 24. svibnja 2004.), bio je hrvatski kulturni djelatnik iz BiH.

## Životopis
Kerim Reis rodio se u Kovačevcima kod Glamoča. Imao je teško djetinjstvo, jer je već s tri godine ostao bez majke. Drugim svjetskim ratom njegov je kraj postao dijelom NDH. Četničko osvećivanje nije poštedilo ni njegov kraj. Već iste 1941. godine četnici su terorizirali nesrpsko stanovništvo sela Glamočkog polja. Tad je prvi put morao u zbjeg s ocem i stricem u Banju Luku. Uskoro je dobio vojni raspored. Bio je raspoređen u Domobranstvo u 8. ustaškoj bojni. Godine 1943. je preraspoređen u 10. domobransku pukovniju. Lipnja iste godine ga je mobiliziralo u Handžar diviziju. Divizija je poslana izvan NDH na uvježbavanje. Reis je tako s divizijom bio na vježbalištima u Francuskoj i istočnoj Njemačkoj. Nakon završetka uvježbavanja, vratio se u NDH gdje se borio protiv četnika u NDH, ponajviše u Posavini. Godine 1945. ga je slom fašističkih država zatekao u slovenskom Dravogradu. Ondje je zarobljen te je u koloni smrti natjeran ići sve do Pančeva. Putom je od 6.000 zarobljenih pripadnika preživjelo samo dvjestotinjak osoba. 
Uspio je pobjeći iz Pančeva te je otišao u Bosansku Gradišku gdje se krio kod rodbine. Ondje je ostao do 16. kolovoza 1948. godine, kad ga je uhitila OZNA. Optužen je da je "sudjelovao u borbi protiv naroda Jugoslavije", a vlasti su ga osudile na 15 godina zatvora. Kaznu je otrpio 10 godina i 4 mjeseca u zeničkom i fočanskom zatvoru. Ondje je izučio za obućara. Iz zatvora je pušten nešto ranije, 1959. godine. Unatoč tome, vlasti su ga namjeravale opet uhititi. Da bi izbjegao novoj višegodišnoj kazni, pobjegao je preko Glamoča, Banje Luke i Tržiča u Austriju. U Austriji je uspio nakon pola godine dobiti politički azil. Reis to koristi te 1960. godine odseljava u politički sigurniju Kanadu. 
U Kanadi je našao posao u gradiću Oakvilleu kod Toronta, gdje je mogao primijeniti svoja obućarska znanja u tamošnjoj tvornici obuće. Nije ostao neprimijećen, nego je uskoro postao voditeljem tvornice koja je uvišestručila svoju proizvodnju. Ugled mu je bio velik, pa je tako osobno dizajnirao Peléove kopačke. 
Godine 1964. je oženio hrvatsku iseljenicu iz Zagreba Mariju. Godine 1973. se je iznimno angažirao u kanadskoj zajednici muslimanskih Hrvata radi osnivanja prve njihove džamije. Uspio je u tome te je iste godine bio suosnivačem Hrvatskog islamskog centra zajedno s još nekoliko islamskih Hrvata. Džamija je bila njegov životni projekt i uvijek je bio uz nju sve do kraja. Angažiran je bio na svim poljima za taj projekt: kad se kupovao mesdžida, izgradila sama džamija, kad se izborilo odobrenje za izgradnju prvog minareta u Torontu a možda i Ontarija, kad se angažiralo zemljaka iz Bosne za imama Nedžada Hafizovića 1989. godine i tako dalje. 
Prigodom posjete Alije Izetbegovića (predsjednika BiH 1990-ih) Washingtonu 1980-ih, Reis je zajedno s Nijazom Batlakom bio sudjelovao na skupu kojeg je Izetbegović imao s tamošnjim Hrvatima, Jugoslavenima i muslimanima. Obojica su se tada oštro suprotstavili Izetbegovićevu konceptu stvaranja bošnjačke nacionalnosti.
U Kanadi je boravio 42 godine. Nikad za to vrijeme nije otišao u domovinu, jer je znao da bi ga jugokomunističke vlasti uhitile prvom prigodom.
Za vrijeme raspada Jugoslavije i četničkog napada na Hrvatsku, angažirao se s mjesnim Hrvatima oko skupljanja pomoći za Hrvatsku u borbi protiv četnika. Ujedno se pojavila prigoda konačno posjetiti rodni kraj. Tad je ostavio suprugu s kojom nije imao djece te je 2002. godine otišao u Sarajevo, gdje se nastanio na Ilidži. Ondje se drugi put vjenčaoo, ovog puta s Džemilom Bućo, s kojom je živio do kraja života. Nakratko se poslije vratio u Kanadu, no brzo se vraća u Sarajevo u kojem je umro 2004. godine.